# Марија Обреновић
Марија Обреновић (девојачко Елена Марија Катарџи (рум. Elena Maria Catargiu); Јаши, 1831 — Дрезден, 16./4. јул 1876) била је румунска племкиња удата за Милоша Обреновића, сина господара Јеврема и Томаније Обреновић. У том браку родила је 1854. године будућег краља Србије Милана Обреновића.
Као удовица била је љубавница румунског кнеза Александра Јоана Кузе, којем је родила два ванбрачна сина, Александра и Димитрија. Децу је усвојила Кузина супруга Елена, која није могла да рађа. Извршила је Марија самоубиство 1876. године у Дрездену, а почива у породичној гробници Катарџи у Јашију. Претходно је била покопана у православној цркви Св. Спиридона.

## Породично стабло
|  |                     |  |  |  |  |  |  |  |  |  |  |  |  |  |  |  |
|  | 2. Костин Катарџи   |  |  |  |  |  |  |  |  |  |  |  |  |  |  |  |
|  |                     |  |  |  |  |  |  |  |  |  |  |  |  |  |  |  |
|  |                     |  |  |  |  |  |  |  |  |  |  |  |  |  |  |  |
|  | 1. Марија Обреновић |  |  |  |  |  |  |  |  |  |  |  |  |  |  |  |
|  |                     |  |  |  |  |  |  |  |  |  |  |  |  |  |  |  |
|  |                     |  |  |  |  |  |  |  |  |  |  |  |  |  |  |  |
|  | 3. Смаранда Балш    |  |  |  |  |  |  |  |  |  |  |  |  |  |  |  |
|  |                     |  |  |  |  |  |  |  |  |  |  |  |  |  |  |  |
|  |                     |  |  |  |  |  |  |  |  |  |  |  |  |  |  |  |

## Породица

### Супружник
| име             | слика | датум рођења       | датум смрти        |
| --------------- | ----- | ------------------ | ------------------ |
| Милош Обреновић |       | 25. новембар 1829. | 20. новембар 1861. |

- брак разведен 1855.

### Деца
| име                | слика | датум рођења     | датум смрти       | супружник         |
| ------------------ | ----- | ---------------- | ----------------- | ----------------- |
| Томанија Обреновић |       | 1852.            | 1852.             | умрла у детињству |
| Краљ Милан         |       | 22. август 1854. | 11. фебруар 1901. | Краљица Наталија  |

### Деца из ванбрачне везе са Александром Јоаном Кузом
| име                     | слика | датум рођења         | датум смрти | супружник                              |
| ----------------------- | ----- | -------------------- | ----------- | -------------------------------------- |
| Александру II Јоан Куза |       | између 1862. и 1864. | 1889.       | Марија Морузи                          |
| Димитрије Куза          |       | 1865.                | 1888.       | умро у младости, извршивши самоубиство |

- оба сина су званично усвојена од стране Александра Јона Кузе и његове супруге Елене Росети, која није могла да има децу.